# Jimmy Fleming (Fußballspieler, 1929)
James Freeburn „Jimmy“ Fleming (* 7. Januar 1929 in Glasgow; † August 2019) war ein schottischer Fußballspieler.

## Karriere
Fleming kam 1949 von Tollcross Clydesdale, einem Amateurklub aus dem Osten Glasgows, zu Stirling Albion. Unterbrochen durch seinen Militärdienst kam er bis 1954 zu 19 Ligaauftritten. Während seiner Zeit bei Stirling kam er nicht über die Rolle des Ergänzungsspielers auf den Außenläuferpositionen hinaus, gehörte aber zum Team, das die Meisterschaft der Scottish Division Two 1952/53 gewann. Nach der Erstligasaison 1953/54 wurde er von der späteren Trainerlegende Bill Shankly in die englische Third Division North zum AFC Workington gelotst. Shankly schrieb später in einer Zeitungskolumne über die Verpflichtung, dass er bei Workington mit der Achse Malcolm Newlands (Torhüter), George Aitken (Mittelläufer) und Jimmy Dailey (Mittelstürmer) bereits ausgezeichnete Spieler hatte und nur noch die Außenpositionen befüllen musste. Dabei befand sich auch Flemings Name in Shanklys „kleinem schwarzen Notizbuch“. Über die Verpflichtung urteilte er: „sie mussten verrückt gewesen sein, um ihn ablösefrei gehen zu lassen.“
Von Shankly wurde er als rechter Verteidiger aufgeboten und bildete mit Mannschaftskapitän Jack Vitty den Großteil der Saison 1954/55 das Verteidigerpaar, als Workington nach drei Spielzeiten im Tabellenkeller die Saison auf dem achten Platz abschloss. Im Oktober 1955 war er zusammen mit Dennis Stokoe einer von zwei Workington-Spielern, die einer Auswahl der Third Division North anlässlich eines Repräsentativspiels gegen das südliche Pendant angehörten, das mit einem 3:3-Unentschieden endete. Nachdem er im Januar 1956 einen Beinbruch erlitten hatte, wirkte er erst ab Oktober 1956 wieder an Pflichtspielen mit. Ende Dezember 1956 ersetzte er Vitty auf der Linksverteidigerposition und bestritt an der Seite von Bobby Brown den Großteil seiner 23 Saisoneinsätze, als der Klub die Spielzeit auf dem vierten Tabellenrang abschloss. In der Spielzeit 1957/58 waren die beiden Verteidigerrollen zumeist durch Brown und Alex Rollo besetzt, sodass Fleming in seinem letzten Jahr bei Workington nur noch zu einem Einsatz kam. Der Klub verpasste mit dem 19. Platz in der Abschlusstabelle die Qualifikation für die neue eingleisige Third Division deutlich und wurde in die Fourth Division eingruppiert.
Im August 1958 schloss er sich nach 88 Liga- und fünf Pokalspielen für Workington den Berwick Rangers an, dem einzigen englischen Team, das am schottischen Ligaspielbetrieb teilnimmt. Dort wurde er Mannschaftskapitän der aus Teilzeitprofis bestehenden Mannschaft, und platzierte sich mit dem Team von 1959 bis 1961 drei Mal in Folge auf Platz 9 der Scottish Football League Division Two. Ein Highlight seiner Zeit in Berwick war das Erstrundenspiel im Scottish FA Cup 1959/60, als die von Fleming angeführte Mannschaft im heimischen Shielfield Park dem Rekordmeister Glasgow Rangers im 1:3 unterlag. Das eigens für die Partie renovierte und erweiterte Stadion soll bis zu 16.000 Zuschauer beherbergt haben, Berwick selbst hatte eine Einwohnerzahl von 12.000.
Nach seiner Fußballerlaufbahn verdiente er seinen Lebensunterhalt mit einem eigenen Installateurbetrieb. Fleming litt bereits viele Jahre an Demenz, als er im August 2019 90-jährig verstarb. Er hinterließ seine Ehefrau, mit der er 66 Jahre verheiratet war, sowie drei Söhne.